# Свети Димитър (Аретуса)
Вижте пояснителната страница за други значения на Свети Димитър.
„Свети Димитър“ (на гръцки: Ιερός Ναός Αγίου Δημητρίου) е възрожденска църква в солунското село Аретуса (Маслар), Гърция, част от Сярската и Нигритска епархия. Църквата е енорийски храм на селото.
Църквата е изградена в 1819 година. В архитектурно отношение е трикорабна базилика с дървен покрив. Притежава ценни икони, стенописи и иконостас. Поради възрастта на храма в 1950 и в 2007 година са предприемани обновителни дейности.
В 1982 година храмът е обявен за паметник на културата.